# Monaca santa
Monaca santa è un film del 1948 diretto da Guido Brignone.

## Produzione
Il film rientra nel filone dei melodrammi sentimentali, comunemente detto strappalacrime ed in seguito indicato dalla critica con il termine neorealismo d'appendice, allora molto in voga tra il pubblico italiano.
Vede come protagonista Eva Nova, una delle cantanti italiane più popolari degli anni quaranta.

## Distribuzione
Il film venne distribuito nel circuito cinematografico italiano nel settembre del 1948.

## Accoglienza

### Incassi
Il film incassò 190.000.000 di lire dell'epoca.

### Critica
(Alberto Albertazzi, Intermezzo, n. 17/18, 30 settembre 1948)